# Kościół w Mewegen
Kościół w Mewegen (niem. Dorfkirche Mewegen) – protestancka świątynia znajdująca się w niemieckiej gminie Rothenklempenow, w dzielnicy Mewegen. Filia parafii Boock.

## Historia
Kościół wzniesiono około 1500 roku. W XVIII wieku przebudowany w stylu barokowym, w 1871 lub 1902 (rozbieżność w źródłach) wzniesiono wieżę.

## Architektura
Kościół salowy, łączy elementy późnego gotyku, baroku oraz neobaroku. Wieża kościelna w dolnej części ma rzut kwadratu, a w górnej – ośmiokąta. Wschodni szczyt zdobią blendy. Wnętrze zdobią:
- późnorenesansowy ołtarz z 1612;
- ambona z XVII wieku;
- organy z 1902 roku autorstwa Barnima Grüneberga[3].